# CFAP77
CFAP77 (англ. Cilia and flagella associated protein 77) – білок, який кодується однойменним геном, розташованим у людей на 9-й хромосомі. Довжина поліпептидного ланцюга білка становить 320 амінокислот, а молекулярна маса — 36 499.
| 10         |  | 20         |  | 30         |  | 40         |  | 50         |
| ---------- |  | ---------- |  | ---------- |  | ---------- |  | ---------- |
| MPEARSSGPD |  | LTRWRKQQQP |  | VRRTVSQVCP |  | PPRRPLTVAD |  | IRSGMENERL |
| GVVRDSMFQN |  | PLIVKAAGPA |  | SVGTSYSVYD |  | SSAVQKVIPS |  | LAGHHIKGGP |
| QAELGKPRER |  | SYSLPGINFN |  | YGLYIRGLDG |  | GVPEAIGRWN |  | VFKQQPTCPH |
| ELTRNYIAMN |  | RGAVKAGLVT |  | ARENLLYRQL |  | NDIRISDQDD |  | RRMKKEPPPL |
| PPNMTFGIRA |  | RPSTPFFDLL |  | QHRYLQLWVQ |  | EQKATQKAIK |  | LEKKQKVVLG |
| KLYETRSSQL |  | RKYKPPVKLD |  | TLWHMPHFQK |  | VGRHLDTFPT |  | EADRQRALKA |
| HREECAVRQG |  | TLRMGNYTHP |  |            |  |            |  |            |

A: Аланін

C: Цистеїн

D: Аспарагінова кислота

E: Глутамінова кислота

F: Фенілаланін

G: Гліцин

H: Гістидин

I: Ізолейцин

K: Лізин

L: Лейцин

M: Метіонін

N: Аспарагін

P: Пролін

Q: Глутамін

R: Аргінін

S: Серин

T: Треонін

V: Валін

W: Триптофан

Задіяний у такому біологічному процесі, як альтернативний сплайсинг. 
Локалізований у клітинних відростках, війках.